# Tsjoeraptsja
Tsjoeraptsja (Russisch: Чурапча; Jakoets: Чурапчы, Tsjoeraptsy) is een dorp (selo) en het bestuurlijk centrum van de oeloes Tsjoeraptsjinski van de Russische autonome republiek Jakoetië. De plaats ligt in het stroomgebied van de rivier de Aldan (zijrivier van de Lena) op 178 kilometer ten oosten van Jakoetsk aan de Kolymatrakt naar Magadan. De bevolking, die hoofdzakelijk uit Jakoeten bestaat, bedroeg 7.526 inwoners bij de volkstelling van 2002 tegen 6.232 bij de volkstelling van 1989.
De plaats werd gesticht in 1725 bij de opening van de weg naar Ochotsk (Ochotsktrakt). Er bevindt zich een melk- en vleeskombinaat en een aantal kleine lokale bedrijfjes. Ook staan er twee regionale middelbare scholen en het hogeronderwijs-Instituut voor lichamelijke oefening en sport'.